# Luftangriffe auf Ludwigshafen am Rhein
Die alliierten Luftangriffe auf Ludwigshafen am Rhein während des Zweiten Weltkrieges zerstörten die Innenstadt von Ludwigshafen (Rheinland-Pfalz, Deutschland) zu rund 80 %. Etwa 1.846 Einwohner wurden hierbei getötet und 3.147 verletzt. Unter den Toten befanden sich auch rund 600 ausländische Arbeiter, von den viele verschleppte Zwangsarbeiter waren. Insgesamt erfolgten 124 britische und US-amerikanische Luftangriffe auf Ludwigshafen, bei denen schätzungsweise 140.000 Brandbomben und 1.200 Sprengbomben abgeworfen wurden. Ludwigshafen gehört damit zu den am meisten bombardierten Städten des Deutschen Reiches.

## Chronologie der Angriffe
Der erste Angriff erfolgte am 3. Juni 1940. Bei diesem sehr schwachen Angriff gingen nur einige wenige Bomben nieder. Ein weiterer Angriff erfolgte in der Nacht vom 4. auf den 5. Juni. Dieser zielte hauptsächlich auf den Stadtteil Oppau. Die Schäden blieben jedoch gering.
Zwischen Ende Oktober 1941 und Anfang August 1943 kam es zu acht weiteren Luftangriffen, die hauptsächlich dem Werksgelände der BASF galten.
In der Nacht vom 9. auf den 10. August 1943 erfolgte im Rahmen der Area bombing directive ein erster schwerer britischer Nachtangriff. Etwa 300 britische Bomber griffen die Stadt eine Stunde lang an, wobei 88 Menschen starben und 238 verletzt wurden.
Am 5./6. September 1943 kam es zu einem weiteren britischen Großangriff, bei dem es sich um den verheerendsten Angriff des gesamten Krieges in Ludwigshafen handelte. Rund 500 Bomber warfen 357 Spreng- und 77.250 Brandbomben ab. Bei dem Angriff starben 127 Menschen, 568 wurden verletzt. Rund 55.000 Menschen wurden obdachlos.
Ab Ende 1943 erfolgten etliche weitere Luftangriffe. Nun wechselten sich auf Industrieanlagen zielende US-amerikanische Tagesangriffe mit britischen nächtlichen Flächenbombardements ab.
Ende 1944 wurde der größte Teil der Einwohner in das Umland evakuiert. Nur Personen, die in kriegswichtigen Betrieben tätig waren, verblieben in der Stadt. Während vor dem Krieg die Einwohnerzahl der Stadt 144.000 betrug, sank diese Zahl auf nur noch 50.000 Einwohner im März 1945. Der letzte Luftangriff auf die Stadt erfolgte am 15. März 1945.
Die im Verhältnis zur Bevölkerungsanzahl und der Häufigkeit und Schwere der Luftangriffe relativ geringe Zahl von 1.846 Toten war dem Umstand zu verdanken, dass in Ludwigshafen rechtzeitig eine große Zahl von Luftschutzbunkern errichtet worden war.

## Video Link
- Britischer Originalfilm zu einem Luftangriff auf Ludwigshafen und Mannheim 6 Min. (2013 von amengdehl bearbeiteter Film im Rhein-Neckar-Fernsehen, RNF)